# Gazeta Ostrowska
Gazeta Ostrowska – lokalna gazeta wydawana w Ostrowie Wielkopolskim (ukazuje się dwa razy w tygodniu). Tytuł istnieje od 1896 roku i w swej historii wydawany był w różnych cyklach wydawniczych:
- 1896–1930 tygodnik
- 1949–1955 mutacja Gazety Poznańskiej
- 1958–1963 miesięcznik
- 1989–1998 tygodnik